# RunKeeper
RunKeeper – darmowa aplikacja służąca do rejestrowania aktywności fizycznej za pomocą między innymi modułu GPS wbudowanego w smartfony. Jest ona dostępna na platformy Android (w Google Play) i iOS, a dzięki portalowi runkeeper.com umożliwia śledzenie aktywności również za pomocą komputerów.

## Ewolucja
Pierwsza wersja aplikacji została opublikowana w 2008 roku. W sierpniu 2013 roku z wersji od 3.0 do 3.7 korzysta już ponad 20 milionów użytkowników. Obecnie dostępne są następujące wersje językowe: angielska, francuska, niemiecka, włoska, japońska, portugalska i hiszpańska. Kod aplikacji jest dostępny dla zewnętrznych twórców oprogramowania co skutkuje mnogością plug-inów do aplikacji.